# ومملف
ومملف (به لاتین: Forlev-Vemmelev) یک منطقهٔ مسکونی در دانمارک است که در اسلیلسه، کمون دانمارک واقع شده‌است. ومملف ۱٫۷ کیلومتر مربع مساحت و ۲٬۵۲۵ نفر جمعیت دارد.